# Amour et Psyché (van Dyck)
Pour les articles homonymes, voir Amour et Psyché.
Amour et Psyché   est l'une des dernières réalisations du peintre flamand Antoine van Dyck, vers 1638-1640. Elle représente la scène où Amour (Eros) ranime Psyché, directement inspirée des Métamorphoses d'Apulée. Elle est conservée au château de Hampton Court sis dans le district Richmond upon Thames du Grand Londres.